# Nicodamoidea
Nicodamoidea è una superfamiglia di aracnidi araneomorfi che comprende due famiglie:
- Megadictynidae Lehtinen, 1967
- Nicodamidae Simon, 1898